# Article 107 de la Constitution belge
L'article 107 de la Constitution belge fait partie du titre III Des pouvoirs. Il traite du pouvoir général du pouvoir exécutif de nomination dans l'administration et l'armée.
Il date du 7 février 1831 et était à l'origine — sous l'ancienne numérotation — l'article 66. Il n'a jamais été révisé.

## Texte
« Le Roi confère les grades dans l'armée. 
 Il nomme aux emplois d'administration générale et de relation extérieure, sauf les exceptions établies par les lois. 
 Il nomme à d'autres emplois qu'en vertu de la disposition expresse d'une loi. »